# 명량대첩축제
명량대첩축제는 전라남도 진도군에서 개최하는 축전이다. 2005년 명량대첩제로 시작하여 2006년부터는 명량대첩축제로 명칭을 바꾸어 개최하였고, 진도군·해남군과 전라남도가 통합하여 현재까지 이르고 있다.

## 연혁
- 이순신 탄신일 및 명량대첩일에 제례행사 개최(이순신 유적보존회)
- 명량대첩 400주년 기념행사(해남군) : ‘97
- 명량대첩 408주년 명량대첩제(해남군) : ‘05
- 명량대첩축제 개최(해남군) : ‘06～’07
- 명량대첩축제 통합추진 합의(도, 해남군, 진도군) : ’07. 10월
- 2008 명량대첩축제 및 재단설립 추진계획 수립(도) : ’07. 11월
- 명량대첩기념사업회 발기인 구성 및 1차회의(도) : ’07. 12월
- 조례 제정계획 수립(도) : ’08. 1월
- 조례제정 입법예고(도) : ’08. 1월
- 조례규칙심의회 심의(도) : ’08. 2월
- 도의회에 조례안 부의(도) : ’08. 2월
- 명량대첩기념사업회 및 축제 추진관련 방침결정(도) : ’08. 3월
- 조례 제정 관련 도의회 상임위 간담회(도의회) : ’08. 3월
- 조례안 도의회 상임위 심의 및 의결(도의회) : ’08. 3월
- 조례안 도의회 본회의 의결(도의회) : ’08. 3월
- 재단법인 설립 창립총회(도) : ’08. 3월
- 재단법인 허가신청 및 법인등록(법원) : ’08. 3월
- 2008 명량대첩축제 통합 개최(도, 해남군, 진도군) : ’08. 10.월
- 2009 명량대첩축제 개최 (10.9 ～11)
- 2010 명량대첩축제 개최 (10.8 ～10)
- 2011 명량대첩축제 개최 (9.30 ～10.1)
- 2012 명량대첩축제 개최 (10.5 ～10.7)
- 2013 명량대첩축제 개최 (9.27 ～9.29)
- 2014 명량대첩축제 개최 (10.9 ～10.12)
- 2015 명량대첩축제 개최 (10.9 ～10.11)